# Liparis bowkeri
Liparis bowkeri är en orkidéart som beskrevs av William Henry Harvey. Liparis bowkeri ingår i släktet gulyxnen, och familjen orkidéer. Inga underarter finns listade i Catalogue of Life.